# Mecklenburgischer Kreis

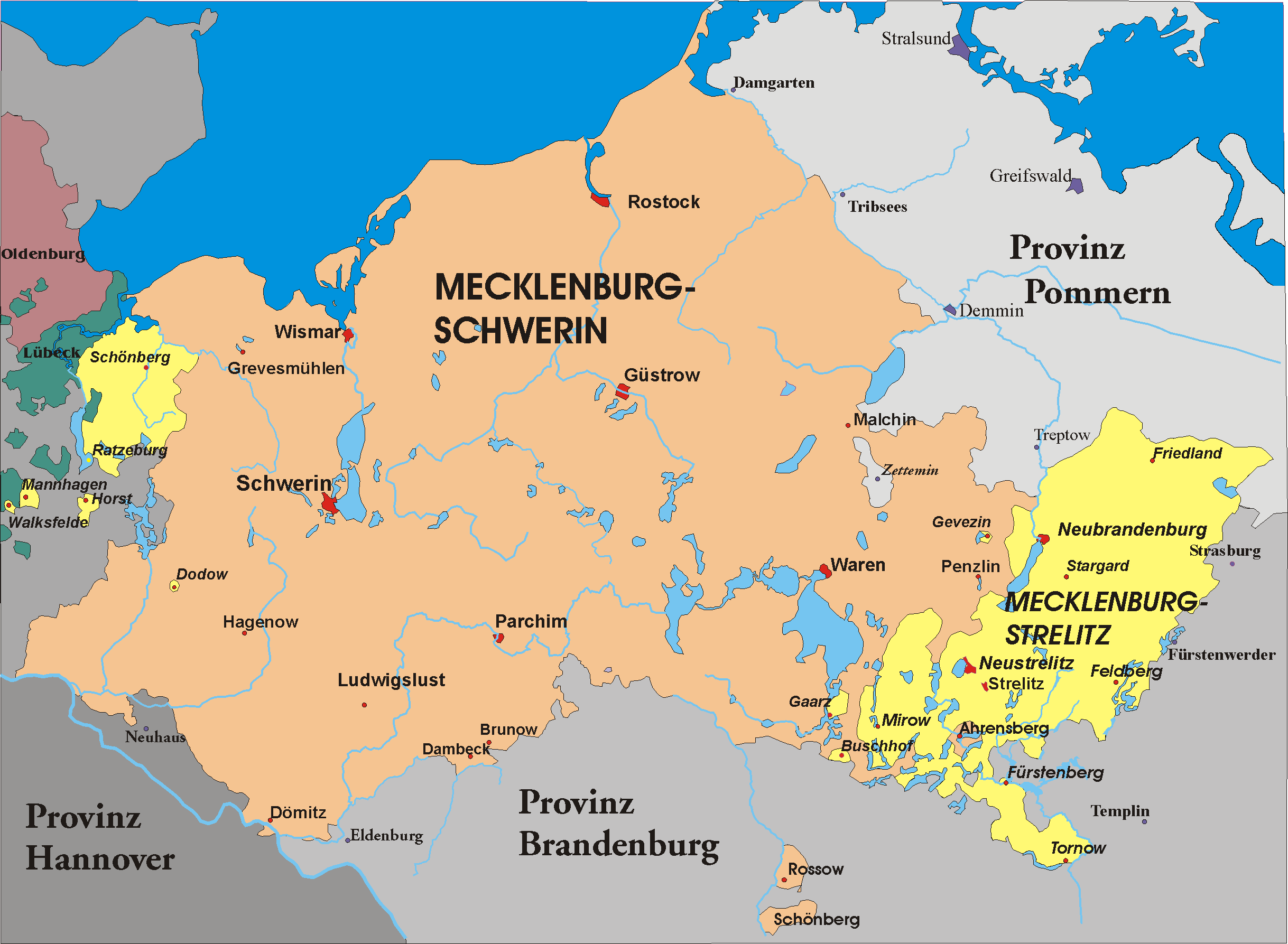
Mecklenburg 1866 bis 1918

Der Mecklenburgische Kreis war neben dem Wendischen Kreis (um Güstrow) und dem Stargardischen Kreis (um Neubrandenburg) einer der drei territorialen Bestandteile der sogenannten Landschaft und Ritterschaft in der Ständeversammlung im Herzogtum Mecklenburg, der Union der Landstände von 1523 bzw. 1621 bis 1918.
Seit der Einigung Mecklenburgs unter Heinrich IV. dem Dicken 1471 versammelten sich die jeweiligen Stände der drei Teilherrschaften von Mecklenburg zunehmend zu gemeinsamen Landtagen. Als Herzog Magnus II. im November 1503 starb, hinterließ er drei Söhne und einen zur Mitregierung berechtigten Bruder. Der Sohn Heinrich V. regierte gemeinschaftlich mit seinen Brüdern Erich (1483–1508) und Albrecht VII. (1486–1547) und seinem Onkel Balthasar. Letzterer starb am 16. März 1507 und Erich am 22. Dezember 1508, beide ohne Erben, sodass Heinrich und Albrecht in den Besitz des ganzen Landes kamen. Im Neubrandenburger Hausvertrag vom 7. Mai 1520 wurde festgelegt, dass Heinrich in Schwerin und Albrecht in Güstrow regieren sollte. Das Domanium wurde in zwei Hälften geteilt, der Klosterbesitz und die Städte blieben unter gemeinschaftlicher Regierung. Die Landstände beschlossen am Rande des regulären Landtags in Sagsdorf 1523, eine Union der Landstände zu schließen. Anfangs gehörten noch die (katholischen) Prälaten dazu, übrig blieben die Ritterschaft und die Landschaft. Zur Ausübung ständischer Selbstverwaltung waren die Gesamtstände als Ritter- und Landschaft jeweils in die drei Kreise eingeteilt. Drei so genannte Landesklöster Dobbertin, Malchow und Ribnitz waren 1572 als lutherische Fräuleinstifte in die gemeinsame Herrschaft von Ritter- und Landschaft übergegangen.
In ihrer Abgrenzung galten die 1621 durch die Zweite Mecklenburgische Hauptlandesteilung geschaffenen Grenzen. Der mecklenburgische Kreis entsprach dem Herzogtum Schwerin, der wendische dem Herzogtum Güstrow ohne das Land Stargard, das einen eigenen Kreis bildete und ab dem Hamburger Vergleich (1701) den Hauptteil des neuen Teilherzogtums Mecklenburg-Strelitz bildete. In der Landschaft hatten die beiden Seestädte Rostock und Wismar (1648–1803 schwedisch) eine Sonderstellung inne; sie gehörten keinem der Kreise an. Die (1906) 47 Landstädte wurden kreisweise durch je eine Vorderstadt geführt: Parchim stand an der Spitze der mecklenburgischen, Güstrow der wendischen und Neubrandenburg der stargardischen Städte.
Der Erblandmarschall des mecklenburgischen Kreises war stets der jeweilige Herr von Lützow auf Eickhof (heute Ortsteil von Warnow (bei Bützow)). War dieser zu jung oder anderweitig an der Ausübung des Amtes verhindert, wurde ein Vize-Landmarschall bestellt.